# 松戈爾
松戈爾是伊朗的城市，位於該國西部札格羅斯山脈西部，由克爾曼沙汗省負責管轄，距離首府克爾曼沙赫60公里，海拔高度1,732米，2006年人口43,184。

## 外部連結
- Website of CHHTO of Kermanshah